# 멘나 샬라비
멘나 샬라비(아랍어: منة شلبي, 영어: Menna Shalabi, 1982년 7월 24일 ~ )는 이집트의 배우이다.

## 출연 작품
- 디 오리지널스 (2017)
- 냇물과 들판, 사랑스런 얼굴들 (2016)
- 나와라의 선물 (2015)
- 혁명 이후 (2012)